# Палата Хојос
Палата Хојос (нем. Palais Hoyos) је палата у Бечу у стилу историзма.

## Историја
Палата се налази у бечком трећем бецирку (нем. Безирк, бечке градске општине) који се исто зове Ландштрасе (Landstraße), на улици Ренвег бр. 3 (Rennweg Nr.3). Преко пута главне улице налазе се палате Белведере и Шварценберг. Грађена је од познатог архитекте Ото Вагнера крајем 19. века као његово приватно власништво, где је једно време и становао. У суседној згради, на Ренвегу бр. 5, живео је сликар Густав Малер од 1898. до 1908. године. Фасада палате створена је у стилу рококоа и југендстила. Вагнер је такође изградио суседне зграде са оба стране, али је поменута палата испала најлепша. 
Године 1903. палата је продата грофици Марији Хојос (Marie Hoyos). Племићка породица Хојос, иначе шпанског порекла, поседовала је још једну палату у Бечу, данашњи хотел Бристол на Рингу. Године 1957. палата Хојос на Ландштрасе продата је Југославији, која је у њој уредила своју амбасаду. Са распадом Југославије палату је користила Република Србија, све до 2011, када је предата Републици Хрватској. Палата је 2009. године темељно реновирана.

## Анегдота
Палата носи име по племићкој породици Хојос. Један од чланова ове породице, Александар гроф од Хојоса, који није становао у палати, био је аустроугарски дипломата за време Првог светског рата и један од главних саговорника „тврде линије“ против тадашње Србије (тако на пример његове идеје су биле захтевање гаранција од Немачке у наступању против Србије, при чему су Немачка и друге европске државе увучене у рат, те и подела Србије између Аустроугарске и Бугарске).